# Орнитофилия

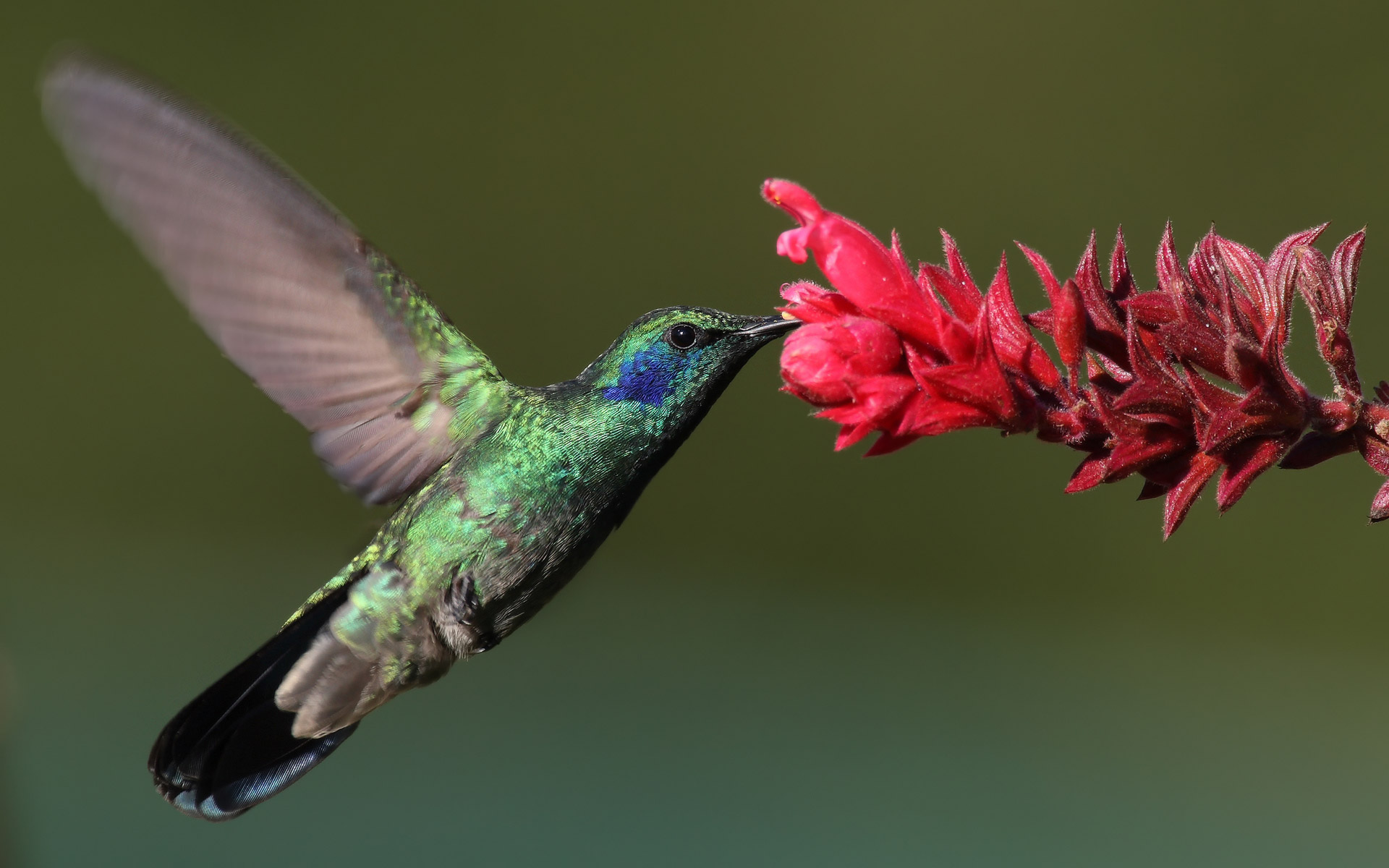
Колибри, питающаяся нектаром растений

Орнитофилия (от др.-греч. ὄρνις, родительный падеж ὄρνιθος — птица и φιλία — дружба, любовь) — опыление, производимое птицами. Растения, опыляемые птицами, называются орнитофилами; птицы, опыляющие растения таким образом, — агентами орнитофилии, а сам процесс опыления — орнитогамией.

## География
Орнитофилия наиболее распространена в тропических широтах, встречается также в нетропических широтах Южного полушария и на западе Северной Америки.

## Растения
Орнитофилия характерна более чем для ста семейств цветковых растений. Наиболее характерна орнитофилия для растений из семейств Орхидные, Бальзаминовые, Бомбаксовые, Норичниковые, Миртовые (некоторые эвкалипты), Бобовые, Банановые, Лилейные, Гвоздичные, Никтагиновые, Кактусовые, Лютиковые, Мимозовые (некоторые акации), Дербенниковые, Колокольчиковые и многие другие.
Цветки орнитофильных растений обычно яркие (часто красные, так как свет с длинами волн, лежащими в диапазоне, соответствующем этому цвету, лучше всего различаются агентами орнитофилии), содержат много нектара, но лишены запаха.

## Птицы

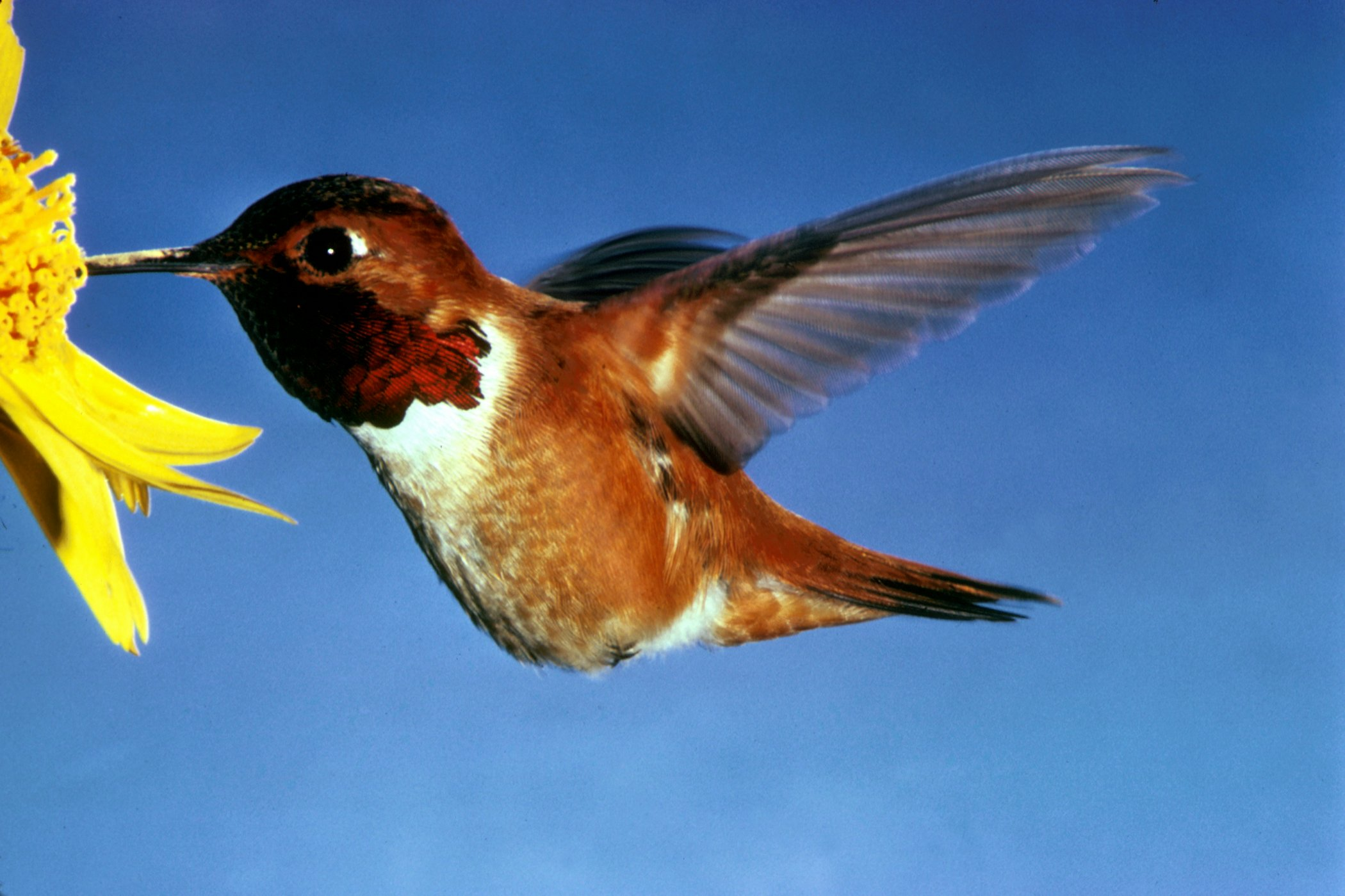
Охристый колибри (Selasphorus rufus)

Для птиц-опылителей характерны маленькие размеры, длинные клюв и язык в виде тонкой трубочки. Около 2 000 видов птиц из 50 различных семейств являются агентами орнитофилии. Среди них особенно заметную роль играют колибри, цветочницы, нектарницы, медососы, попугаи лори и другие. Орнитофилия нередко сочетается с энтомофилией.